# 豊橋市立吉田方中学校
豊橋市立吉田方中学校（とよはししりつよしだがたちゅうがっこう）は愛知県豊橋市高洲町にある公立中学校。

## 概要
- 吉田方中学校校区は、市内でも珍しく、吉田方小学校区の1つだけで成り立っている。
- 1年生の春に、生徒がカヌーを作り、夏にカヌー体験実習をするのが特徴。
- 総合学習で学校からほど近い、豊川（とよがわ）の環境などに関して接することが多い。
- 吉田方校区内では住宅地化が進み、吉田方小学校の生徒数が年々増え教室数が限界に達したため、市は地元住民との話し合いの結果、小学校に隣接していた中学校を高洲町に移転させ、移転前の中学校校舎などは再整備した上で、移転後に小学校校地として編入することになった。
- 吉川町の校舎は移転後解体された。現在跡地は豊橋市立吉田方小学校のグラウンドになっている。

## 沿革
- 1947年（昭和22年）4月 - 豊橋市立吉田方中学校創立。
- 2008年（平成20年）4月 - 吉川町から高洲町に新築移転。

## 主な行事
- 手作りカヌー体験（1年）
  - 生徒自身が作ったカヌーで自習し、生徒達に守っていかなければならない環境（豊川など）を考えるのがメイン。何隻か転覆するという事件も毎年恒例に。2007年度までは2年生の行事であったが、2008年度から1年生が行うことになった。（2008年のみ1、2年合同で行った）

- 豊川クリーン活動
  - 中学校の全校生徒だけでなく、吉田方小学校の5・6年生やPTAや地域住民の方なども協力し、学校から近い河川敷及び堤防周辺を清掃をする。

- 学校祭
  - 吉中祭とも。2006年度から、それまでは別々に行われていた文化祭と体育祭の時期を一元化し、学校祭となった。

## 所在地
- 〒441-8006 愛知県豊橋市高洲町字長弦73番地1

## アクセス
- 豊鉄バス卸団地線 吉田方地区市民館バス停下車、徒歩約5分